# Seewalchen am Attersee
Seewalchen am Attersee est une commune autrichienne du district de Vöcklabruck en Haute-Autriche.